# Pavlovický tunel
Pavlovický tunel je železniční tunel č. 4 na katastrálním území Pavlovice nad Mží na železniční trati Plzeň–Cheb v km 403,2280–403,449 mezi zastávkou Ošelín a stanicí Pavlovice.

## Historie
Trať byla postavena společností Dráha císaře Františka Josefa jako část železniční tratě Vídeň – České Budějovice – Cheb. Koncese ke stavbě byla vydána 11. listopadu 1866. Výstavbou byla pověřena stavební firma bratří Kleinů a Adalberta Lanny. Politická pochůzka na úseku Plzeň–Cheb byla provedena v roce 1869. Stavební práce byly zahájeny v lednu 1870 a ukončeny v září 1871. Slavnostní otevření trati Plzeň–Cheb proběhlo 28. ledna 1872. V roce 1884 byla trať zestátněna.
Na trati byly ve skalnatém údolí řeky Mže vybudovány tři tunely, Svojšínský, Ošelínský a Pavlovický, které byly uvedeny do provozu v roce 1871. Svojšínský tunel byl částečně opravován v roce 2004 a spolu s tunely Ošelínským a Pavlovickým byl zrekonstruován v rámci optimalizace III. koridoru v období 2008–2011 firmou Skanska.

## Geologie a geomorfologie
Tunel se nachází v geomorfologické oblasti Karlovarská vrchovina, celku Tepelská vrchovina s podcelkem Bezdružická vrchovina s okrskem Michalohorská vrchovina.
Geologické podloží v této oblasti je tvořeno  krystalickými břidlicemi tepelsko-žlutického antiklinorního pásma (svory, ruly, amfibolity), granitoidy a neovulkanity.
Tunel dlouhý 220,80 m leží v nadmořské výšce 450 m.

## Popis
Jednokolejný tunel je vybudován na trati Plzeň–Cheb mezi zastávkou Ošelín a stanicí Pavlovice. Byl proražen ve skalnatém výběžku vrchu Výhledy (591 m n. m.) v meandru řeky Mže. Při rekonstrukci tunelu v rámci optimalizace III. koridoru bylo provedeno obnovení odvodnění, sanovány portály, upraveno betonové ostění, zajištění průjezdního profilu a byly vybudovány záchranné výklenky.
Tunel, který  je veden v levovotočivém oblouku, se skládá z dvou portálových a 36 tunelových pasů. Betonová klenba o tloušťce 300 mm nasedá na opěří z lomového kamene (žula). Při rekonstrukci bylo opěří nahrazováno novou železobetonovou stěnou.